# Félix Houphouët-Boigny

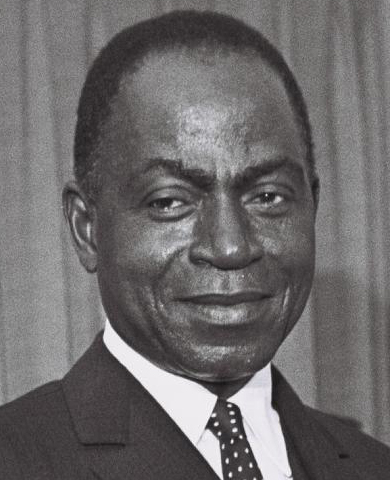
Félix Houphouët-Boigny (1962)

Félix Houphouët-Boigny [feˈliks ufwɛbwaˈɲi] (* 18. Oktober 1905 in Yamoussoukro; † 7. Dezember 1993) war Arzt und Politiker. Er war von 1960 bis 1993 der erste Staatspräsident der Elfenbeinküste.

## Arzt
Houphouët-Boigny stammte aus der Familie der Häuptlinge des Clans Akoué in dem Dorf Yamoussoukro, die sich als Pflanzer betätigten. Ab 1915 besuchte er die obere Primarschule der seinerzeitigen Hauptstadt Bingerville. Ab 1919 besuchte er die École normale William Ponty und ab 1921 die medizinische Akademie von Dakar. Nach einem verkürzten Studium machte er 1925 sein Examen als Assistenzarzt und praktizierte bis 1940.

## Politiker

### In der Elfenbeinküste
1939 wurde er Häuptling und betätigte sich als Pflanzer. Die Diskriminierung afrikanischer Pflanzer veranlasste ihn 1944, das Syndicat Agricole Africain (SAA), das Afrikanische Landwirtschaftliche Syndikat, zu gründen. Als Vorsitzender dieser Organisation mit etwa 20.000 – meist wohlhabenderen – Mitgliedern verfügte er über eine landesweite politische Basis. Ein Anliegen war die Bekämpfung der auf vielen Plantagen praktizierten Zwangsarbeit.
Aus dieser Organisation ging Ende 1945 die Partei Parti Démocratique de Côte d’Ivoire (PDCI) hervor, welche die bisher ländliche Basis Houphouët-Boignys um Intellektuelle und Studenten aus Abidjan erweiterte.

### In Frankreich
Bei den Wahlen zu den verfassunggebenden Versammlungen in Paris wurde er im November 1945 und Juni 1946 als Abgeordneter gewählt. In Paris schloss sich Houphouët-Boigny der mit den Kommunisten verbündeten „Republikanischen Widerstandsunion“ an. Nachdem der erste Entwurf für die Verfassung der IV. Republik in einem Referendum gescheitert war und der zweite Entwurf weniger Rechte für die Überseegebiete vorsah, versammelten sich die afrikanischen Abgeordneten im Oktober 1946 in Bamako. Dort wurde Houphouët-Boigny zum Vorsitzenden der Sammlungsbewegung Rassemblement Démocratique Africain (RDA) gewählt, der die meisten führenden Personen des französischen Afrika angehörten. Bei den Wahlen vom November 1946 wurde er Abgeordneter der Nationalversammlung. Zu seinen engen Mitarbeitern gehörte der spätere Präsident Guineas, Ahmed Sékou Touré.
Nach dem Ausscheiden der Kommunisten aus der Regierung geriet die RDA unter den Druck der Kolonialbehörden. Nach blutigen Unruhen in der Elfenbeinküste wurde gegen Houphouët-Boigny am 24. Januar 1950 ein Haftbefehl erlassen, vor dem ihn aber seine parlamentarische Immunität schützte.
Zwischen 1951 und 1956 führte er ein zurückgezogenes Leben. Mitte der 1950er Jahre orientierte er sich von den Kommunisten weg und hin zu Politikern wie Robert Schuman und François Mitterrand. 1956 wurde er Minister und arbeitete mit Gaston Defferre an der loi-cadre, der Rahmengesetzgebung für die französischen Überseegebiete.
Nach dem Kollaps der IV. Republik war er an der Ausarbeitung der Verfassung für die V. Republik beteiligt und bis April 1959 Minister unter Charles de Gaulle.

## Nach der Rückkehr in die Heimat
Nach der Rückkehr in seine Heimat übernahm er dort die Regierung. De Gaulle ernannte ihn im Juli zum beratenden Minister der Französischen Gemeinschaft. Noch 1959 sprach Houphouët-Boigny sich gegen eine baldige Unabhängigkeit afrikanischer Staaten aus: „Afrika ist noch nicht reif für die volle Souveränität. Wir brauchen noch sehr viel Zeit, ehe wir psychisch und wirtschaftlich dafür gerüstet sind. Deshalb bin ich ein entschiedener Anhänger der französisch-afrikanischen Föderation, der ‚Communauté‘ in ihrer engsten Verflechtung.“ Ende 1959 entschied er sich dennoch für die Unabhängigkeit der Elfenbeinküste, die am 7. August 1960 in Kraft trat.

## Präsident

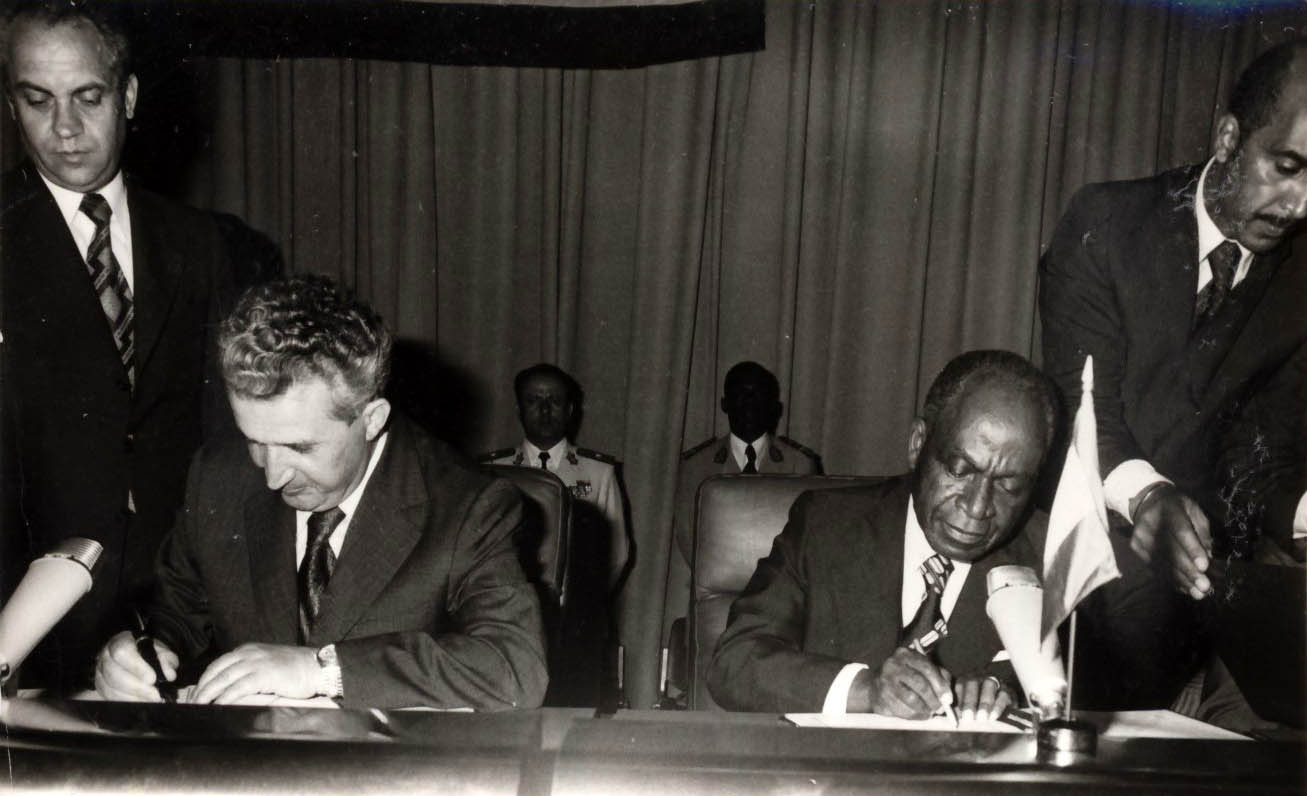
Boigny mit Nicolae Ceaușescu (1977)

Bei den Wahlen vom 27. November 1960 wurde er mit 98 Prozent der Stimmen zum Präsidenten gewählt, im Parlament erhielt seine PDCI-RDA in Ermangelung anderer Parteien alle Sitze. In seiner 33-jährigen Herrschaft unterhielt er enge Beziehungen zu Frankreich, das Land galt als relativ wohlhabend und politisch stabil. Die Probleme des Übergangs umriss er zu Beginn seiner Herrschaft gegenüber französischen Unternehmern wie folgt:

„Die Gefahr kommt von den kleinen Weißen […], die den Gang der Zeit nicht begreifen, und von den einfachen, unwissenden Afrikanern, die von der Unabhängigkeit Fabeldinge erwarten. […] Sie, Messieurs, sollten darauf achten, dass Ihre Angestellten nicht zu den Afrikanern sagen: ‚Ihr wollt unabhängig sein und könnt nicht mal eine Streichholzschachtel fabrizieren!‘, und ich werde meinerseits dafür sorgen, dass kein Afrikaner seinem europäischen Arbeitgeber droht. ‚Jetzt sind wir frei, und jetzt will ich in deinem Haus wohnen.‘“

Als Repräsentant seines Landes in der OAU trat Houphouët-Boigny in Hinsicht auf die Dialogpolitik des südafrikanischen Präsidenten Balthazar Johannes Vorster für bilaterale Gespräche mit dem ansonsten in Afrika politisch diskreditierten Staat ein. Auf einer international wahrgenommenen Pressekonferenz vom 28. April 1971 in Abidjan begründete er den von ihm vorgeschlagenen außenpolitischen Kurswechsel. Das löste zwischen den OAU-Staaten eine kontroverse Diskussion aus, die bis dahin Südafrika wegen seiner Apartheidspolitik weitgehend isoliert hatten.
Erst in den 1980er Jahren wurde seine Herrschaft mit wachsenden wirtschaftlichen Problemen konfrontiert. 1983 ließ Houphouët-Boigny die Hauptstadt der Elfenbeinküste von der Küstenstadt Abidjan in seine Geburtsstadt Yamoussoukro im Landesinnern verlegen.
Bis 1990 war die Elfenbeinküste unter Houphouët-Boigny ein Einparteiensystem. Bei den ersten Mehrparteienwahlen am 28. Oktober 1990 kam Houphouët-Boigny auf 81,68 Prozent der Stimmen, während der spätere Präsident Laurent Gbagbo 18,32 Prozent erhielt. Bei den Parlamentswahlen einen Monat später gewann die bisherige Einheitspartei PDCI-RDA 163 der 175 Sitze. Nach Houphouët-Boignys Tod ging das Präsidentenamt verfassungsgemäß auf Henri Konan Bédié, den damaligen Vorsitzenden der Nationalversammlung, über.
Houphouët-Boignys Familie profitierte von der allgegenwärtigen Korruption, sein persönliches Vermögen wurde bei seinem Tod auf sieben bis elf Milliarden Dollar geschätzt.

## Verhältnis zu den Religionen
Houphouët-Boigny stammte aus einer animistischen Familie. Während seiner Zeit in Bingerville konvertierte er zum katholischen Christentum. Bei dieser Gelegenheit legte er seinen früheren Vornamen Dia ab und nahm den neuen Namen Félix an. Der Glaube spielte eine wichtige Rolle in seinem Leben. In der Zeit seines politischen Rückzugs zwischen 1951 und 1956 ließ er verlauten, dass er sich der Askese und der Verbreitung des Glaubens widme. Im Jahre 1960 äußerte er gegenüber einem jungen Parteikader, dass er sich als Politiker von Gott berufen fühle.
Houphouët-Boigny maß auch dem Gedanken der Ökumene und der interreligiösen Beziehungen große Bedeutung zu. Im Dezember 1964 initiierte er eine Spendensammlung zur Errichtung von drei religiösen Gebäuden im Herzen von Abidjan: einer katholischen Kirche, einer protestantischen Kirche und einer Moschee. In den 1980er Jahren ließ er in Yamoussoukro nach dem Vorbild des Petersdoms in Rom die Basilika Notre-Dame de la Paix erbauen.
Insgesamt hatte Houphouët-Boigny auch ein sehr positives Verhältnis zum traditionellen afrikanischen Islam. Seine erste Frau Kady (Kadija) Sow, mit der er fünf Kinder hatte, war die Tochter eines muslimischen Händlers aus dem Senegal und selbst praktizierende Muslimin. Außerdem pflegte er intensive Freundschaften zu verschiedenen Marabouts, so zum Beispiel zu dem Unternehmer Yacouba Sylla und dem Gelehrten Amadou Hampâté Bâ. Letzterer diente ihm eine Zeitlang als sein Botschafter in Mali. In Abidjan ließ er 1987 im Andenken an seine frühere Geliebte Bintou Camara, eine Nichte von Hampâté Bâ, die Große Moschee der Riviera errichten, die auch als Mosquée Bintou bezeichnet wird. Dem Arabertum stand Houphouët-Boigny dagegen sehr reserviert gegenüber. Diese Haltung kam unter anderem darin zum Ausdruck, dass er sich bis zu seinem Tod weigerte, diplomatische Beziehungen mit Saudi-Arabien aufzunehmen.
Noch lange nach Houphouët-Boignys Tod beriefen sich muslimische Geistliche auf ihn, um ihren Forderungen nach einer Zusammenarbeit zwischen Staat und Religionen in der Elfenbeinküste größere Legitimität zu verleihen.

## Sonstiges
Ab Mitte der 1960er Jahre ließ Houphouët-Boigny seinen Geburtsort Yamoussoukro ausbauen und machte ihn schließlich 1983 zur Hauptstadt des Landes.
Nach Félix Houphouët-Boigny sind das Institut Polytechnique Félix-Houphouët-Boigny in Yamoussoukro und der Félix-Houphouët-Boigny-Friedenspreis benannt. Außerdem gibt es eine Parteienkoalition mit dem Namen Vereinigung der Anhänger Houphouets für Demokratie und Frieden (RHDP).